# رخصة القيادة في تركيا
رخصة القيادة في التركيا (بالتركية: Sürücü belgesi) هي وثيقة صادرة عن جهة حكومية ذات صلة أو قوة أمن إقليمية أو محلية تؤكد حقوق صاحبها في قيادة السيارات. يتم تنظيم امتحانات رخصة القيادة من قبل وزارة التربية الوطنية (تركيا) في حين يتم إصدار الترخيص من قبل المديرية العامة للأمن التركي.
في 1 كانون الثاني 2016 تم تنفيذ القوانين التركية الجديدة المتعلقة برخص القيادة. تهدف هذه التغييرات إلى جعل تركيا أكثر توافقاً مع أنظمة القيادة الحالية في الاتحاد الأوروبي، وقلق جميع السائقين من الطرق في تركيا. يمكن لمواطن أجنبي القيادة في تركيا بترخيص من الاتحاد الأوروبي لمدة 6 أشهر. بعد 6 أشهر يجب عليه تغييرها إلى رخصة تركية.
يمكن تقديم الطلب إلى أي مكتب لتسجيل الزيارات، ولن يتم إرجاع رخص القيادة الأجنبية لحامليها. بدلاً من ذلك سيتم إرسالها إلى سلطة إصدار بلد المنشأ، ويحق لحاملي رخصة القيادة في تركيا القيادة في المملكة المتحدة لمدة أقصاها 12 شهر، ويتم استبدالها إلى رخصة قيادة بريطانية بعد انقضاء هذه المدة.
في تركيا يجب أن يكون عمرك 18 عامًا على الأقل لقيادة السيارات وما لا يقل عن 17 عامًا لقيادة الدراجات النارية. يشمل اختبار القيادة اختبارًا عمليًا ونظريًا، وقد تم إجراؤه مؤخرًا من أجل تلبية لوائح الاتحاد الأوروبي.

## المتطلبات للمواطنين الأتراك
من أجل الحصول على ترخيص، يجب على مقدم الطلب تلبية هذه المتطلبات:
- شهادة مدرسة لتعليم القيادة
- صورة طبق الأصل عن بطاقة الهوية
- وثيقة عن زمرة الدم
- صورتان، صورة بيومترية واحدة
- رسوم بطاقة رخصة القيادة
- شهادة السجل الجنائي
- بصمات اليد

## أنواع رخص قيادة

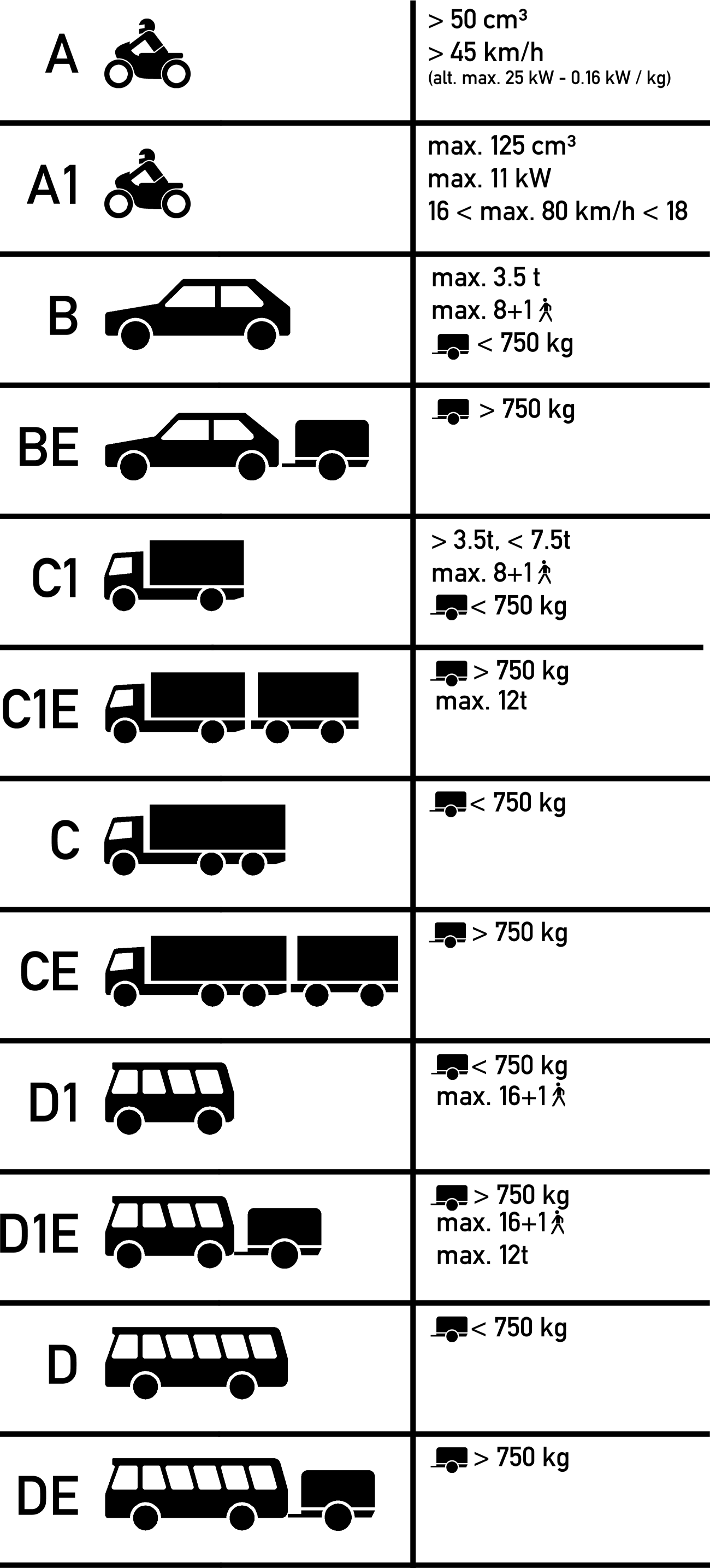